# Медаль «За долгую и безупречную службу»
Медаль «За долгую и безупречную службу» (хинди लंबे समय से सेवा और अच्छा आचरण पदक, англ. Long Service & Good Conduct Medal — военная государственная награда Индии, учреждённая для поощрения военнослужащих, проявивших высокую дисциплину и преданность службе в течение длительного срока.

## История и правовая основа
Награда была учреждена 26 февраля 1957 года уведомлением Президентского секретариата (№ 20-Pres/57). Дополнительные уточнения по её вручению были внесены Министерством обороны 17 августа 1984 года (№ F.3 (15)/83/D (ceremonials)).

## Условия награждения
Медаль вручается в День Республики (26 января) и День Независимости (15 августа) главнокомандующими соответствующих видов вооружённых сил.

## Критерии для награждения
Минимальный срок службы — 15 лет (боевой или небоевой) в Сухопутных войсках, ВМФ или ВВС Индии. При представлении учитывается только служба, засчитываемая в пенсионный стаж и безупречная репутация в течение всего периода службы.
Категории военнослужащих, имеющих право на награду:
- В ВМФ — матросы и старшины (до звания петти-офицера включительно, кроме рядовых матросов).
- В Сухопутных войсках и ВВС — аналогичные звания.
- Количество наград определяется правительством и может пересматриваться.

## Описание медали
Медаль круглой формы, диаметр 1,42 дюйма (≈36 мм), изготовлена из стерлингового серебра.
На аверсе размещено изображение государственного герба Индии (высота ≈22 мм) с девизом и декоративными бутонами лотоса по краю. На реверсе помещена надпись англ. «FOR LONG SERVICE AND GOOD CONDUCT» в обрамлении венка из лотосов.
Лента выполнена из шёлка. Ширина ленты 1,25 дюйма (≈32 мм). Центральная полоса  (5/7 ширины) серого цвета. По краям — узкие полосы светло-синего, тёмно-синего и красного цветов (каждая ≈1,6 мм), окаймлённые белыми полосами.

## Денежное вознаграждение
Ранее медаль сопровождалась единовременной выплатой в 100 рупий, но с 1984 года эта практика была отменена.